# Língua guachí
O Guachí é uma língua ameríndia extinta falada na Argentina.